# Kỳ (động cơ)

Chu trình làm việc của động cơ bốn kỳ gồm bốn hành trình di chuyển của piston

Trong động cơ piston, kỳ, hay còn gọi là thì hoặc hành trình (tiếng Anh: stroke), dùng để mô tả một pha trong chu trình của động cơ (ví dụ: kỳ nén, kỳ xả), trong đó piston di chuyển theo một chiều từ trên xuống dưới hoặc ngược lại. Kỳ được dùng để phân loại chu trình công suất trong động cơ piston (ví dụ: động cơ hai kỳ, động cơ bốn kỳ).
Chiều dài hành trình (stroke length) là quãng đường đi được của piston trong mỗi chu kỳ. Chiều dài hành trình —cùng với đường kính xi lanh— xác định thể tích làm việc của động cơ.

## Chu trình làm việc
Đối với động cơ piston, chu trình làm việc, hay chu trình nhiệt động học, mô tả số hành trình để piston hoàn thành một chu trình. Các thiết kế phổ biến nhất là động cơ hai kỳ và bốn kỳ. Các thiết kế ít phổ biến hơn bao gồm động cơ năm kỳ, động cơ sáu kỳ và động cơ hai và bốn thì.

### Động cơ hai kỳ
Ở động cơ hai kỳ, chu trình làm việc được hoàn thành trong hai hành trình chuyển động của piston, tương ứng với một vòng quay trục khuỷu. Động cơ hai kỳ thường được sử dụng trong động cơ ngành hàng hải (thường là động cơ cỡ lớn), dụng cụ điện ngoài trời (ví dụ, máy cắt cỏ và máy cưa) và xe máy.

### Động cơ bốn kỳ
Ở động cơ bốn kỳ, chu trình làm việc được hoàn thành trong bốn hành trình chuyển động của piston, tương ứng với hai vòng quay trục khuỷu. Hầu hết các động cơ ô tô là dạng động cơ bốn kỳ.

## Chu kỳ trong động cơ
Hai loại động cơ đốt trong phổ biến nhất là động cơ hai kỳ và động cơ bốn kỳ. Trong đó, động cơ bốn kỳ có sự phân biệt rõ vai trò và tác dụng của từng hành trình di chuyển của piston. Các loại động cơ khác có thể có các kỳ rất khác nhau. Bốn kỳ của động cơ bốn kỳ tiêu biểu được mô tả bên dưới.

### Kỳ nạp
Kỳ nạp (kỳ hút) là kỳ đầu tiên trong động cơ bốn kỳ (ví dụ: chu trình Otto hoặc chu trình Diesel). Ở kỳ nạp, piston di chuyển từ điểm chết trên (ĐCT) đi xuống điểm chết dưới (ĐCD), tạo ra lực chân không, hút hỗn hợp nhiên liệu / không khí (hoặc riêng không khí, trong trường hợp động cơ phun trực tiếp) vào buồng đốt. Hỗn hợp đi vào xi lanh thông qua một xupap nạp ở đầu xi lanh.

### Kỳ nén
Kỳ nén là kỳ thứ hai trong bốn giai đoạn của động cơ bốn kỳ. Trong giai đoạn này, piston đi từ ĐCD lên ĐCT. Hỗn hợp nhiên liệu / không khí (hoặc riêng không khí, trong trường hợp động cơ phun xăng trực tiếp) được nén đến đỉnh của xi lanh bởi piston. Đây là kết quả của việc piston di chuyển lên trên, làm giảm thể tích xi lanh. Đến cuối giai đoạn này, hỗn hợp được đốt cháy – bằng bugi đối với động cơ xăng hoặc tự bốc cháy đối với động cơ diesel.

### Kỳ đốt
Kỳ đốt, hay còn gọi là kỳ nổ hoặc kỳ sinh công, là giai đoạn thứ ba, trong đó hỗn hợp không khí / nhiên liệu được đốt cháy, thể tích và áp suất tăng lên, đẩy piston đi xuống. Lực tạo ra bởi sự giãn nở này là lực tạo ra công suất của động cơ.

### Kỳ xả
Kỳ xả là giai đoạn cuối cùng trong động cơ bốn kỳ. Ở kỳ xả, piston di chuyển lên trên, ép các khí được tạo ra trong quá trình đốt cháy. Các khí thoát ra khỏi xi lanh thông qua một xupap xả ở trên cùng của xi lanh. Vào cuối giai đoạn này, xupap xả đóng và xupap nạp mở ra, sau đó đóng lại để cho phép hỗn hợp nhiên liệu / không khí mới đi vào xi lanh để lặp lại kỳ nạp từ.